# Adenostyles macrophylla
Adenostyles macrophylla là một loài thực vật có hoa trong họ Cúc. Loài này được (M.Bieb.) Czerep. mô tả khoa học đầu tiên.